# ウィルトン・サンパイオ
ウィルトン・ペレイラ・サンパイオ（Wilton Pereira Sampaio、1981年12月25日 - ）は、ブラジル・ゴイアス州テレジナ・ジ・ゴイアス出身のサッカー審判員。

## 来歴
サンパイオは現在、ゴイアス州サッカー連盟を代表しており、2013年から国際サッカー連盟 (FIFA) に国際審判員として登録されている。2012 カンピオナート・ブラジレイロ・セリエAでは最高の審判の1人に選出された。
弟のサヴィオ・ペレイラ・サンパイオ（Sávio Pereira Sampaio）もサッカー審判員。